# 各年のアフガニスタンの一覧

アフガニスタンの国旗

各年のアフガニスタンの一覧（かくねんのアフガニスタンのいちらん）は、アフガニスタンの各年ごとの記事の一覧。この一覧ではアフガニスタンの各年ごとの記事の他、各世紀と各年代、アフガニスタンの各分野における各年ごとの記事についても取り扱う。

## 一覧

### 19世紀
- 1870年代
  - 1879年のアフガニスタン（英語版）
- 1890年代
  - 1895年のアフガニスタン（英語版） 1896年のアフガニスタン（英語版） 1897年のアフガニスタン（英語版） 1898年のアフガニスタン（英語版） 1899年のアフガニスタン（英語版）
- 1900年代
  - 1900年のアフガニスタン（英語版）

### 20世紀
- 1900年代
  - 1901年のアフガニスタン（英語版） 1902年のアフガニスタン（英語版） 1903年のアフガニスタン（英語版） 1904年のアフガニスタン（英語版）
  - 1905年のアフガニスタン（英語版） 1906年のアフガニスタン（英語版） 1907年のアフガニスタン（英語版） 1908年のアフガニスタン（英語版） 1909年のアフガニスタン（英語版）
- 1910年代
  - 1910年のアフガニスタン（英語版） 1911年のアフガニスタン（英語版） 1912年のアフガニスタン（英語版） 1913年のアフガニスタン（英語版） 1914年のアフガニスタン（英語版）
  - 1915年のアフガニスタン（英語版） 1916年のアフガニスタン（英語版） 1917年のアフガニスタン（英語版） 1918年のアフガニスタン（英語版） 1919年のアフガニスタン（英語版）
- 1920年代
  - 1920年のアフガニスタン（英語版） 1921年のアフガニスタン（英語版） 1922年のアフガニスタン（英語版） 1923年のアフガニスタン（英語版） 1924年のアフガニスタン（英語版）
  - 1925年のアフガニスタン（英語版） 1926年のアフガニスタン（英語版） 1927年のアフガニスタン（英語版） 1928年のアフガニスタン（英語版） 1929年のアフガニスタン（英語版）
- 1930年代
  - 1930年のアフガニスタン（英語版） 1931年のアフガニスタン（英語版） 1932年のアフガニスタン（英語版） 1933年のアフガニスタン（英語版） 1934年のアフガニスタン（英語版）
  - 1935年のアフガニスタン（英語版） 1936年のアフガニスタン（英語版） 1937年のアフガニスタン（英語版） 1938年のアフガニスタン（英語版） 1939年のアフガニスタン（英語版）
- 1940年代
  - 1940年のアフガニスタン（英語版） 1941年のアフガニスタン（英語版） 1942年のアフガニスタン（英語版） 1943年のアフガニスタン（英語版） 1944年のアフガニスタン（英語版）
  - 1945年のアフガニスタン（英語版） 1946年のアフガニスタン（英語版） 1947年のアフガニスタン（英語版） 1948年のアフガニスタン（英語版） 1949年のアフガニスタン（英語版）
- 1950年代
  - 1950年のアフガニスタン（英語版） 1951年のアフガニスタン（英語版） 1952年のアフガニスタン（英語版） 1953年のアフガニスタン（英語版） 1954年のアフガニスタン（英語版）
  - 1955年のアフガニスタン（英語版） 1956年のアフガニスタン（英語版） 1957年のアフガニスタン（英語版） 1958年のアフガニスタン（英語版） 1959年のアフガニスタン（英語版）
- 1960年代
  - 1960年のアフガニスタン（英語版） 1961年のアフガニスタン（英語版） 1962年のアフガニスタン（英語版） 1963年のアフガニスタン（英語版） 1964年のアフガニスタン（英語版）
  - 1965年のアフガニスタン（英語版） 1966年のアフガニスタン（英語版） 1967年のアフガニスタン（英語版） 1968年のアフガニスタン（英語版） 1969年のアフガニスタン（英語版）
- 1970年代
  - 1970年のアフガニスタン（英語版） 1971年のアフガニスタン（英語版） 1972年のアフガニスタン（英語版） 1973年のアフガニスタン（英語版） 1974年のアフガニスタン（英語版）
  - 1975年のアフガニスタン（英語版） 1976年のアフガニスタン（英語版） 1977年のアフガニスタン（英語版） 1978年のアフガニスタン（英語版） 1979年のアフガニスタン（英語版）
- 1980年代
  - 1980年のアフガニスタン（英語版） 1981年のアフガニスタン（英語版） 1982年のアフガニスタン（英語版） 1983年のアフガニスタン（英語版） 1984年のアフガニスタン（英語版）
  - 1985年のアフガニスタン（英語版） 1986年のアフガニスタン（英語版） 1987年のアフガニスタン（英語版） 1988年のアフガニスタン（英語版） 1989年のアフガニスタン（英語版）
- 1990年代
  - 1990年のアフガニスタン（英語版） 1991年のアフガニスタン（英語版） 1992年のアフガニスタン（英語版） 1993年のアフガニスタン（英語版） 1994年のアフガニスタン（英語版）
  - 1995年のアフガニスタン（英語版） 1996年のアフガニスタン（英語版） 1997年のアフガニスタン（英語版） 1998年のアフガニスタン（英語版） 1999年のアフガニスタン（英語版）
- 2000年代
  - 2000年のアフガニスタン（英語版）

### 21世紀
- 2000年代
  - 2001年のアフガニスタン（英語版） 2002年のアフガニスタン（英語版） 2003年のアフガニスタン（英語版） 2004年のアフガニスタン（英語版）
  - 2005年のアフガニスタン（英語版） 2006年のアフガニスタン（英語版） 2007年のアフガニスタン（英語版） 2008年のアフガニスタン（英語版） 2009年のアフガニスタン（英語版）
- 2010年代
  - 2010年のアフガニスタン（英語版） 2011年のアフガニスタン（英語版） 2012年のアフガニスタン（英語版） 2013年のアフガニスタン（英語版） 2014年のアフガニスタン（英語版）
  - 2015年のアフガニスタン（英語版） 2016年のアフガニスタン（英語版） 2017年のアフガニスタン（英語版） 2018年のアフガニスタン（英語版） 2019年のアフガニスタン（英語版）
- 2020年代
  - 2020年のアフガニスタン（英語版）